# Vytegra
Vytegra è una città della Russia occidentale, situata nell'Oblast' di Vologda e capoluogo del Vytegorskij rajon.
La città è attraversata dal fiume omonimo e si trova a poca distanza dal lago Onega, di cui lo stesso fiume è uno dei principali immissari.